# Berberis barandana
Berberis barandana är en berberisväxtart som beskrevs av António José Rodrigo Vidal. Berberis barandana ingår i släktet berberisar, och familjen berberisväxter. Inga underarter finns listade i Catalogue of Life.